# Maggie MacDonnell
Maggie MacDonnell (Nueva Escocia, 1980) es una profesora canadiense de secundaria, que trabaja en una pequeña escuela rural del Ártico, ganadora del Premio Global a la Enseñanza en 2017, en la gala celebrada en Dubái.

## Biografía
Maggie MacDonnell creció en las zonas rurales de Nueva Escocia y después de completar su licenciatura, trabajó durante cinco años como voluntaria en el África Subsahariana, principalmente en el campo de la prevención del VIH/SIDA. Después de completar su maestría, descubrió que en su país se estaba empezando a despertar a las décadas de abuso que los pueblos indígenas canadienses habían vivido, incluidos los asaltos al medio ambiente y la enorme desigualdad económica y social. Como tal, buscó oportunidades para enseñar a las comunidades indígenas en Canadá y durante los últimos seis años ha sido maestra en una aldea inuit llamada Salluit, enclavada en el Ártico canadiense. Allí vive la segunda comunidad inuit más septentrional de Quebec, con una población de poco más de 1 300 habitantes. Al no poderse acceder por carretera, la única vía de comunicación es la aérea. En invierno las temperaturas son de 25 grados bajo cero. En 2015 hubo hasta seis suicidios, todos de varones jóvenes, con edades comprendidas entre los 18 y los 25 años. En el discurso en el que agradeció que le hubiesen concedido el premio lo explicaba del siguiente modo: "sólo en los últimos dos años, he visto cómo una decena de jóvenes se suicidaban porque habían desistido de vivir. Se iban a la tundra y se quitaban la vida".
Existen enormes temores de género en la región inuit de Nunavik donde los embarazos de adolescentes son comunes, existen altos niveles de abuso sexual y los roles de género a menudo cargan a las niñas con grandes deberes domésticos. Para dar respuesta a estas circunstancias, Maggie creó un programa de habilidades para la vida, específicamente para las jóvenes. Gracias a la ayuda de esta profesora se ha visto una mejora del 500 % en el registro de las niñas en programas de habilidades para la vida que antes eran dominadas por los niños. Además, esto ha servido para asegurar más de $ 30 000 en fondos para preparar comidas calientes para la comunidad. También creó una asociación con la guardería donde sus estudiantes trabajan en las aulas con trabajadores experimentados de guarderías. Obtendrían valiosos aportes de mentores y mejorarían su comprensión de la educación de la primera infancia. Maggie también obtuvo más de $ 20 000 para un programa de nutrición en la escuela donde los estudiantes preparan bocadillos saludables para sus compañeros.
Igualmente, en áreas de alta privación, aislamiento y recursos limitados, los adolescentes a menudo recurren a la bebida y el tabaquismo, incluso a las drogas y a las autolesiones, como formas de escape y liberación. Por lo tanto, rápidamente creó un gimnasio que se ha convertido en un centro para los jóvenes y adultos de la comunidad local, que están adoptando un estilo de vida más saludable. Esto ayuda a aliviar el estrés y permite que los jóvenes se fortalezcan física y mentalmente.
A estos motivos, hay que añadir que, debido a las duras condiciones, existen unas altas tasas de rotación de maestros y de profesores. Pocos permanecen mucho tiempo en las escuelas de estas comarcas, lo cual supone una barrera significativa para la educación en el Ártico. Muchos maestros dejan su cargo a mediados del año, y muchos solicitan permiso por estrés. De hecho, en la propia escuela en la que enseña MacDonnell el director pidió una excedencia de seis semanas por dicho motivo.
Todo el enfoque de Maggie se basa en dejar de tratar a los estudiantes como "problemas", para convertirlos en "soluciones", a través de iniciativas como "actos de bondad" que han mejorado notablemente la asistencia a la escuela. Algunos ejemplos específicos son los siguientes: administrar una cocina comunitaria, asistir a la capacitación para la prevención del suicidio y caminar por los parques nacionales para entender la administración ambiental. Asimismo, sus estudiantes, a pesar de sus propios desafíos, han recaudado más de $ 37 000 para la prevención de la diabetes. Maggie también ha sido madre adoptiva temporal en la comunidad, por ejemplo de algunos de sus propios estudiantes. "Es una profesora excepcional, que no sólo está ayudándonos a nosotros, sus alumnos, sino que está contribuyendo muy positivamente a mejorar la comunidad", cuenta Larry Thomassiah, uno de sus estudiantes.
Por estos motivos, la Fundación Varkey, entidad que entrega el Premio Global a la Enseñanza, ha reconocido sus esfuerzos y ha sido elegida como ganadora, por un jurado de 170 personas de todo el mundo, de acuerdo a criterios como el efecto que tiene sobre su propia comunidad o cómo trata en clase temas como los valores ciudadanos.

"La inversión más importante que un país puede hacer es en sus profesores. La tecnología no reemplazará las relaciones que ellos generan."
Maggie MacDonnel en 2017.